# Manuel Fernando Soto
Manuel Fernando Soto Pastrana (Tulancingo, Hidalgo, México, 5 de julio de 1825-Ciudad de México, 17 de agosto de 1896) fue un político mexicano. Se distinguió en la política por sus ideales liberales, defensor constante de la libertad de enseñanza, constituyente del 57, ministro de la Suprema Corte de Justicia de la Nación, gobernador del Estado de México, ya que en esa época no existía el estado de Hidalgo. Luchador incansable en la creación del Estado de Hidalgo, concedida al fin por decreto. Iniciador de la carretera México - Tuxpan.